# Nuoto ai campionati europei di nuoto 2018
Le gare di nuoto ai Campionati europei di nuoto 2018 si sono svolte dal 3 al 9 agosto 2018, presso il Tollcross International Swimming Centre di Glasgow. In questa edizione è stata inserita una nuova staffetta mista, sulla distanza dei 200m stile libero, portando complessivamente a tre il numero di staffette miste disputate.

## Regolamento
In totale sono in programma 43 gare di nuoto, suddivise in 34 competizioni individuali e 9 staffette. È prevista una fase eliminatoria a cui seguiranno le semifinali e la finale per l'assegnazione delle medaglie, ad eccezione dei 400m, 800m, 1500m stile libero e dei 400m misti che non prevedono lo svolgimento di alcuna semifinale. I migliori 16 classificati nelle batterie avanzano alle semifinali, le quali determinano gli 8 atleti che hanno accesso alla finale. Nei casi in cui non è previsto lo svolgimento delle semifinali saranno le eliminatorie a decretare direttamente gli 8 finalisti. Le eliminatorie si svolgono al mattino, mentre nel pomeriggio avranno luogo le semifinali e la finale.

## Calendario
Orario locale (UTC+1).
| Data          | Ora   | Evento                                            |
| ------------- | ----- | ------------------------------------------------- |
| 3 agosto 2018 | 9:15  | Batterie 400 m misti femminili                    |
| 3 agosto 2018 | 9:15  | Batterie 400 m stile libero maschile              |
| 3 agosto 2018 | 9:15  | Batterie 50 m stile libero femminili              |
| 3 agosto 2018 | 9:15  | Batterie 50 m dorso maschili                      |
| 3 agosto 2018 | 9:15  | Batterie 100 m farfalla femminili                 |
| 3 agosto 2018 | 9:15  | Batterie 100 m rana maschili                      |
| 3 agosto 2018 | 9:15  | Batterie staffetta 4x100 m stile libero femminile |
| 3 agosto 2018 | 9:15  | Batterie staffetta 4x100 m stile libero maschile  |
| 3 agosto 2018 | 9:15  | Batterie 800 m stile libero femminili             |
| 3 agosto 2018 | 16:45 | Semifinali 50 m stile libero femminili            |
| 3 agosto 2018 | 16:45 | Semifinali 100 m farfalla femminili               |
| 3 agosto 2018 | 16:45 | Semifinali 50 m dorso maschili                    |
| 3 agosto 2018 | 16:45 | Semifinali 100 m rana maschili                    |
| 3 agosto 2018 | 16:45 | Finale 400 m misti femminili                      |
| 3 agosto 2018 | 16:45 | Finale staffetta 4x100 m stile libero femminile   |
| 3 agosto 2018 | 16:45 | Finale 400 m stile libero maschile                |
| 3 agosto 2018 | 16:45 | Finale staffetta 4x100 m stile libero maschile    |
| 4 agosto 2018 | 9:15  | Batterie 100 m stile libero maschili              |
| 4 agosto 2018 | 9:15  | Batterie 200 m farfalla maschili                  |
| 4 agosto 2018 | 9:15  | Batterie 1500 m stile libero maschili             |
| 4 agosto 2018 | 9:15  | Batterie 100 m rana femminili                     |
| 4 agosto 2018 | 9:15  | Batterie 50 m dorso femminili                     |
| 4 agosto 2018 | 9:15  | Batterie staffetta mista 4x200 m stile libero     |
| 4 agosto 2018 | 16:45 | Semifinali 100 m stile libero maschili            |
| 4 agosto 2018 | 16:45 | Semifinali 200 m farfalla maschili                |
| 4 agosto 2018 | 16:45 | Semifinali 100 m rana femminili                   |
| 4 agosto 2018 | 16:45 | Semifinali 50 m dorso femminili                   |
| 4 agosto 2018 | 16:45 | Finale 50 m stile libero femminili                |
| 4 agosto 2018 | 16:45 | Finale 800 m stile libero femminili               |
| 4 agosto 2018 | 16:45 | Finale 100 m farfalla femminili                   |
| 4 agosto 2018 | 16:45 | Finale 100 m rana maschili                        |
| 4 agosto 2018 | 16:45 | Finale 50 m dorso maschili                        |
| 4 agosto 2018 | 16:45 | Finale staffetta mista 4x200 m stile libero       |
| 5 agosto 2018 | 9:15  | Batterie 200 m misti maschili                     |
| 5 agosto 2018 | 9:15  | Batterie 100 m dorso maschili                     |
| 5 agosto 2018 | 9:15  | Batterie 200 m rana maschili                      |
| 5 agosto 2018 | 9:15  | Batterie 200 m farfalla femminili                 |
| 5 agosto 2018 | 9:15  | Batterie 200 m stile libero femminili             |
| 5 agosto 2018 | 9:15  | Batterie staffetta 4x200 m stile libero maschile  |
| 5 agosto 2018 | 16:45 | Semifinali 100 m dorso maschili                   |
| 5 agosto 2018 | 16:45 | Semifinali 200 m rana maschili                    |
| 5 agosto 2018 | 16:45 | Semifinali 200 m misti maschili                   |
| 5 agosto 2018 | 16:45 | Semifinali 200 m farfalla femminili               |
| 5 agosto 2018 | 16:45 | Semifinali 200 m stile libero femminili           |
| 5 agosto 2018 | 16:45 | Finale 1500 m stile libero maschili               |
| 5 agosto 2018 | 16:45 | Finale 100 m stile libero maschili                |
| 5 agosto 2018 | 16:45 | Finale 200 m farfalla maschili                    |
| 5 agosto 2018 | 16:45 | Finale 100 m rana femminili                       |
| 5 agosto 2018 | 16:45 | Finale 50 m dorso femminili                       |
| 5 agosto 2018 | 16:45 | Finale staffetta 4x200 m stile libero maschile    |
| 6 agosto 2018 | 9:15  | Batterie 200 m stile libero maschili              |
| 6 agosto 2018 | 9:15  | Batterie 50 m farfalla maschili                   |
| 6 agosto 2018 | 9:15  | Batterie 200 m rana femminili                     |
| 6 agosto 2018 | 9:15  | Batterie 100 m dorso femminili                    |
| 6 agosto 2018 | 9:15  | Batterie 1500 m stile libero femminile            |
| 6 agosto 2018 | 9:15  | Batteria staffetta mista 4x100 m misti            |
| 6 agosto 2018 | 16:45 | Semifinali 100 m dorso femminili                  |
| 6 agosto 2018 | 16:45 | Semifinali 200 m rana femminili                   |
| 6 agosto 2018 | 16:45 | Semifinali 200 m stile libero maschili            |
| 6 agosto 2018 | 16:45 | Semifinali 50 m farfalla maschili                 |
| 6 agosto 2018 | 16:45 | Finale 200 m farfalla femminile                   |
| 6 agosto 2018 | 16:45 | Finale 200 m stile libero femminili               |
| 6 agosto 2018 | 16:45 | Finale 100 m dorso maschili                       |
| 6 agosto 2018 | 16:45 | Finale 200 m rana maschili                        |
| 6 agosto 2018 | 16:45 | Finale 200 m misti maschili                       |
| 6 agosto 2018 | 16:45 | Finale staffetta mista 4x100 m misti              |
| 7 agosto 2018 | 8:45  | Batterie 100 m stile libero femminili             |
| 7 agosto 2018 | 8:45  | Batterie 200 m misti femminili                    |
| 7 agosto 2018 | 8:45  | Batterie 50 m rana maschili                       |
| 7 agosto 2018 | 8:45  | Batterie 200 m dorso maschili                     |
| 7 agosto 2018 | 8:45  | Batterie 800 m stile libero maschili              |
| 7 agosto 2018 | 8:45  | Batterie staffetta 4x200 m stile libero femminile |
| 7 agosto 2018 | 16:15 | Semifinali 200 m dorso maschili                   |
| 7 agosto 2018 | 16:15 | Semifinali 50 m rana maschili                     |
| 7 agosto 2018 | 16:15 | Semifinali 100 m stile libero femminili           |
| 7 agosto 2018 | 16:15 | Semifinali 100 m misti femminili                  |
| 7 agosto 2018 | 16:15 | Finale 1500 m stile libero femminile              |
| 7 agosto 2018 | 16:15 | Finale 100 m dorso femminili                      |
| 7 agosto 2018 | 16:15 | Finale 200 m rana femminili                       |
| 7 agosto 2018 | 16:15 | Finale 50 m farfalla maschili                     |
| 7 agosto 2018 | 16:15 | Finale 200 m stile libero maschili                |
| 7 agosto 2018 | 16:15 | Finale staffetta 4x200 m stile libero femminile   |
| 8 agosto 2018 | 8:45  | Batterie 200 m dorso femminili                    |
| 8 agosto 2018 | 8:45  | Batterie 50 m farfalla femminili                  |
| 8 agosto 2018 | 8:45  | Batterie 50 m rana femminili                      |
| 8 agosto 2018 | 8:45  | Batterie staffetta 4x100 m misti femminile        |
| 8 agosto 2018 | 8:45  | Batterie 50 m stile libero maschili               |
| 8 agosto 2018 | 8:45  | Batterie 100 m farfalla maschili                  |
| 8 agosto 2018 | 8:45  | Batterie staffetta 4x100 m misti maschile         |
| 8 agosto 2018 | 8:45  | Batterie staffetta mista 4x100 m stile libero     |
| 8 agosto 2018 | 16:15 | Semifinali 200 m dorso femminili                  |
| 8 agosto 2018 | 16:15 | Semifinali 50 m farfalla femminili                |
| 8 agosto 2018 | 16:15 | Semifinali 50 m rana femminili                    |
| 8 agosto 2018 | 16:15 | Semifinali 50 m stile libero maschili             |
| 8 agosto 2018 | 16:15 | Semifinali 100 m farfalla maschili                |
| 8 agosto 2018 | 16:15 | Finale 800 m stile libero maschili                |
| 8 agosto 2018 | 16:15 | Finale 50 m rana maschili                         |
| 8 agosto 2018 | 16:15 | Finale 200 m dorso maschili                       |
| 8 agosto 2018 | 16:15 | Finale 100 m stile libero femminili               |
| 8 agosto 2018 | 16:15 | Finale 200 m misti femminili                      |
| 8 agosto 2018 | 16:15 | Finale staffetta mista 4x100 m stile libero       |
| 9 agosto 2018 | 8:45  | Batterie 400 m misti maschili                     |
| 9 agosto 2018 | 8:45  | Batterie 400 m stile libero femminili             |
| 9 agosto 2018 | 16:15 | Finale 50 m farfalla femminili                    |
| 9 agosto 2018 | 16:15 | Finale 50 m rana femminili                        |
| 9 agosto 2018 | 16:15 | Finale 200 m dorso femminili                      |
| 9 agosto 2018 | 16:15 | Finale 400 m stile libero femminili               |
| 9 agosto 2018 | 16:15 | Finale staffetta 4x100 m misti femminile          |
| 9 agosto 2018 | 16:15 | Finale 50 m stile libero maschili                 |
| 9 agosto 2018 | 16:15 | Finale 100 m farfalla maschili                    |
| 9 agosto 2018 | 16:15 | Finale 400 m misti maschili                       |
| 9 agosto 2018 | 16:15 | Finale staffetta 4x100 m misti maschile           |

## Podi

### Uomini
| Evento | Oro | Tempo    | Argento | Tempo    | Bronzo | Tempo    |
| Stile libero | |          | |          | |          |
| 50 m (dettagli) | Benjamin Proud | 21"34    | Kristián Goloméev | 21"44    | Andrea Vergani                                                                                                   | 21"68    |
| 100 m (dettagli) | Alessandro Miressi | 48"01    | Duncan Scott | 48"23    | Mehdy Metella | 48"24    |
| 200 m (dettagli) | Duncan Scott | 1'45"32  | Danas Rapšys | 1'46"07  | Michail Dovgaljuk                                                                                                | 1'46"15  |
| 400 m (dettagli) | Mychajlo Romančuk | 3'45"18  | Henrik Christiansen | 3'47"07  | Henning Mühlleitner                                                                                              | 3'47"18  |
| 800 m (dettagli) | Mychajlo Romančuk | 7'42"96  | Gregorio Paltrinieri | 7'45"10  | Florian Wellbrock                                                                                                | 7'45"60  |
| 1500 m (dettagli) | Florian Wellbrock | 14'36"15 | Mychajlo Romančuk | 14'36"88 | Gregorio Paltrinieri                                                                                             | 14'42"85 |
| Dorso | |          | |          | |          |
| 50 m (dettagli) | Kliment Kolesnikov | 24"00    | Robert Glință | 24"55    | Shane Ryan | 24"64    |
| 100 m (dettagli) | Kliment Kolesnikov | 52"53    | Evgenij Rylov | 52"55    | Apostolos Christou                                                                                               | 53"72    |
| 200 m (dettagli) | Evgenij Rylov | 1'53"36  | Radosław Kawęcki | 1'56"17  | Matteo Restivo                                                                                                   | 1'56"29  |
| Rana | |          | |          | |          |
| 50 m (dettagli) | Adam Peaty | 26"09    | Fabio Scozzoli | 26"79    | Peter John Stevens                                                                                               | 27"06    |
| 100 m (dettagli) | Adam Peaty | 57"10    | James Wilby | 58"64    | Anton Čupkov | 59"06    |
| 200 m (dettagli) | Anton Čupkov | 2'06"80  | James Wilby | 2'08"39  | Luca Pizzini | 2'08"54  |
| Farfalla | |          | |          | |          |
| 50 m (dettagli) | Andrij Hovorov | 22"48    | Benjamin Proud | 22"78    | Oleg Kostin | 22"97    |
| 100 m (dettagli) | Piero Codia | 50"64    | Mehdy Metella | 51"24    | James Guy | 51"42    |
| 200 m (dettagli) | Kristóf Milák | 1'52"79  | Tamás Kenderesi | 1'54"36  | Federico Burdisso                                                                                                | 1'55"97  |
| Misti | |          | |          | |          |
| 200 m (dettagli) | Jérémy Desplanches | 1'57"04  | Philip Heintz | 1'57"83  | Max Litchfield                                                                                                   | 1'57"96  |
| 400 m (dettagli) | Dávid Verrasztó | 4'10"65  | Max Litchfield | 4'11"00  | Joan Lluís Pons-Ramón                                                                                            | 4'14"26  |
| Staffette | |          | |          | |          |
| 4x100 m stile libero (dettagli) | Russia Evgenij Rylov Danila Izotov Vladimir Morozov Kliment Kolesnikov Vladislav Grinëv* Ivan Kuzmenko* Sergej Fesikov* Andrey Zhilkin* | 3'12"23  | Italia Luca Dotto Ivano Vendrame Lorenzo Zazzeri Alessandro Miressi                                                                        | 3'12"90  | Polonia Jan Świtkowski Konrad Czerniak Jakub Kraska Kacper Majchrzak Jan Hołub*                                  | 3'14"20  |
| 4x200 m stile libero (dettagli) | Gran Bretagna Calum Jarvis Duncan Scott Thomas Dean James Guy Stephen Milne* Cameron Kurle*                                             | 7'05"32  | Russia Michail Vekoviščev Martin Maljutin Danila Izotov Michail Dovgaljuk Viacheslav Andrusenko*                                           | 7'06"66  | Italia Alessio Proietti Colonna Filippo Megli Matteo Ciampi Mattia Zuin Stefano Di Cola*                         | 7'07"58  |
| 4x100 m misti (dettagli) | Gran Bretagna Nicholas Pyle Adam Peaty James Guy Duncan Scott Brodie Williams* James Wilby* Jacob Peters*                               | 3'30"44  | Russia Kliment Kolesnikov Anton Čupkov Egor Kuimov Vladimir Morozov Evgenij Rylov* Kirill Prigoda* Aleksandr Sadovnikov* Vladislav Grinëv* | 3'32"03  | Germania Christian Diener Fabian Schwingenschlögl Marius Kusch Damian Wierling Jan-Philip Glania* Philip Heintz* | 3'33"52  |
| record mondiale; record mondiale stagionale; record europeo; record europeo stagionale; record dei campionati; record nazionale; record personale; record personale stagionale. | |          | |          | |          |

### Donne
| Evento | Oro | Tempo    | Argento                                                                                          | Tempo    | Bronzo                                                                                         | Tempo    |
| Stile libero | |          |                                                                                                  |          |                                                                                                |          |
| 50 m (dettagli) | Sarah Sjöström | 23"74    | Pernille Blume                                                                                   | 23"75    | Ranomi Kromowidjojo                                                                            | 24"21    |
| 100 m (dettagli) | Sarah Sjöström | 52"93    | Femke Heemskerk                                                                                  | 53"23    | Charlotte Bonnet                                                                               | 53"35    |
| 200 m (dettagli) | Charlotte Bonnet | 1'54"95  | Femke Heemskerk                                                                                  | 1'56"72  | Anastasia Guzhenkova                                                                           | 1'56"77  |
| 400 m (dettagli) | Simona Quadarella | 4'03"35  | Ajna Késely                                                                                      | 4'03"57  | Holly Hibbott                                                                                  | 4'05"01  |
| 800 m (dettagli) | Simona Quadarella | 8'16"35  | Ajna Késely                                                                                      | 8'21"91  | Anna Egorova                                                                                   | 8'24"61  |
| 1500 m (dettagli) | Simona Quadarella | 15'51"61 | Sarah Köhler                                                                                     | 15'57"85 | Ajna Késely                                                                                    | 16'03"22 |
| Dorso | |          |                                                                                                  |          |                                                                                                |          |
| 50 m (dettagli) | Georgia Davies | 27"23    | Anastasija Fesikova                                                                              | 27"31    | Mimosa Jallow                                                                                  | 27"70    |
| 100 m (dettagli) | Anastasija Fesikova | 59"19    | Georgia Davies                                                                                   | 59"36    | Carlotta Zofkova                                                                               | 59"61    |
| 200 m (dettagli) | Margherita Panziera | 2'06"18  | Dar'ja Ustinova                                                                                  | 2'07"12  | Katalin Burián                                                                                 | 2'07"43  |
| Rana | |          |                                                                                                  |          |                                                                                                |          |
| 50 m (dettagli) | Julija Efimova | 29"81    | Imogen Clark                                                                                     | 30"34    | Arianna Castiglioni                                                                            | 30"41    |
| 100 m (dettagli) | Julija Efimova | 1'05"53  | Rūta Meilutytė                                                                                   | 1'06"26  | Arianna Castiglioni                                                                            | 1'06"54  |
| 200 m (dettagli) | Julija Efimova | 2'21"32  | Jessica Vall-Montero                                                                             | 2'23"01  | Molly Renshaw                                                                                  | 2'23"43  |
| Farfalla | |          |                                                                                                  |          |                                                                                                |          |
| 50 m (dettagli) | Sarah Sjöström | 25"16    | Emilie Beckmann                                                                                  | 25"72    | Kimberly Buys                                                                                  | 25"74    |
| 100 m (dettagli) | Sarah Sjöström | 56"13    | Svetlana Čimrova                                                                                 | 57"30    | Elena Di Liddo                                                                                 | 57"58    |
| 200 m (dettagli) | Boglárka Kapás | 2'07"13  | Svetlana Čimrova                                                                                 | 2'07"33  | Alys Thomas                                                                                    | 2'07"42  |
| Misti | |          |                                                                                                  |          |                                                                                                |          |
| 200 m (dettagli) | Katinka Hosszú | 2'10"17  | Ilaria Cusinato                                                                                  | 2'10"25  | Maria Ugolkova                                                                                 | 2'10"83  |
| 400 m (dettagli) | Fantine Lesaffre | 4'34"17  | Ilaria Cusinato                                                                                  | 4'35"05  | Hannah Miley                                                                                   | 4'35"34  |
| Staffette | |          |                                                                                                  |          |                                                                                                |          |
| 4x100 m stile libero (dettagli) | Francia Marie Wattel Charlotte Bonnet Margaux Fabre Béryl Gastaldello Anouchka Martin* Assia Touati*                                | 3'34"65  | Paesi Bassi Kim Busch Femke Heemskerk Kira Toussaint Ranomi Kromowidjojo Marjolein Delno*        | 3'34"77  | Danimarca Pernille Blume Signe Bro Julie Kepp Jensen Mie Nielsen Emily Gantriis*               | 3'37"03  |
| 4x200 m stile libero (dettagli) | Gran Bretagna Ellie Faulkner Kathryn Greenslade Holly Hibbott Freya Anderson Lucy Hope*                                             | 7'51"65  | Russia Valeriia Salamatina Anna Egorova Arina Openysheva Irina Krivonogova Anastasia Guzhenkova* | 7'52"87  | Germania Reva Foos Isabel Marie Gose Sarah Köhler Annika Bruhn Marie Pietruschka*              | 7'53"76  |
| 4x100 m misti (dettagli) | Russia Anastasija Fesikova Julija Efimova Svetlana Čimrova Marija Kameneva Dar'ja K. Ustinova* Vitalina Simonova* Arina Openysheva* | 3'54"22  | Danimarca Mie Nielsen Rikke Møller Pedersen Emilie Beckmann Pernille Blume                       | 3'56"69  | Gran Bretagna Georgia Davies Siobhan-Marie O'Connor Alys Thomas Freya Anderson Kathleen Dawson | 3'56"91  |
| record mondiale; record mondiale stagionale; record europeo; record europeo stagionale; record dei campionati; record nazionale; record personale; record personale stagionale. | |          |                                                                                                  |          |                                                                                                |          |

### Mista
| Evento | Oro | Tempo   | Argento | Tempo   | Bronzo | Tempo   |
| Staffette | |         | |         | |         |
| 4x100 m stile libero (dettagli) | Francia Jérémy Stravius Mehdy Metella Marie Wattel Charlotte Bonnet Maxime Grousset* Margaux Fabre* Béryl Gastaldello* | 3'22"07 | Paesi Bassi Nyls Korstanje Stan Pijnenburg Femke Heemskerk Ranomi Kromowidjojo Kyle Stolk* Kira Toussaint*                                                          | 3'23"97 | Russia Kliment Kolesnikov Vladislav Grinëv Marija Kameneva Arina Openysheva Danila Izotov* Rozaliya Nasretdinova*            | 3'24"50 |
| 4x200 m stile libero (dettagli) | Germania Jacob Heidtmann Henning Mühlleitner Reva Foos Annika Bruhn Marius Zobel* Isabel Marie Gose*                   | 7'28"43 | Russia Michail Vekoviščev Michail Dovgaljuk Valeriya Salamatina Viktoriya Andreeva Martin Maljutin* Vyacheslav Andrusenko* Irina Krivonogova* Anastasia Guzhenkova* | 7'29"37 | Gran Bretagna Stephen Milne Craig McLean Kathryn Greenslade Freya Anderson Cameron Kurle* Holly Hibbott*                     | 7'29"72 |
| 4x100 m misti (dettagli) | Gran Bretagna Georgia Davies Adam Peaty James Guy Freya Anderson Nicholas Pyle* Charlotte Atkinson*                    | 3'40"18 | Russia Kliment Kolesnikov Julija Efimova Svetlana Čimrova Vladimir Morozov Grigorij Tarasevič* Ilya Khomenko* Viktoriya Andreeva* Marija Kameneva*                  | 3'42"71 | Italia Margherita Panziera Fabio Scozzoli Elena Di Liddo Alessandro Miressi Matteo Restivo* Arianna Castiglioni* Luca Dotto* | 3'44"85 |
| record mondiale; record mondiale stagionale; record europeo; record europeo stagionale; record dei campionati; record nazionale; record personale; record personale stagionale. | |         | |         | |         |

## Medagliere
| Posiz. | Nazione       | Oro | Argento | Bronzo | Totale |
| ------ | ------------- | --- | ------- | ------ | ------ |
| 1      | Russia        | 10  | 10      | 6      | 26     |
| 2      | Gran Bretagna | 9   | 7       | 8      | 24     |
| 3      | Italia        | 6   | 5       | 11     | 22     |
| 4      | Ungheria      | 4   | 3       | 2      | 9      |
| 5      | Francia       | 4   | 1       | 2      | 7      |
| 6      | Svezia        | 4   | 0       | 0      | 4      |
| 7      | Ucraina       | 3   | 1       | 0      | 4      |
| 8      | Germania      | 2   | 2       | 4      | 8      |
| 9      | Svizzera      | 1   | 0       | 1      | 2      |
| 10     | Paesi Bassi   | 0   | 4       | 1      | 5      |
| 11     | Danimarca     | 0   | 3       | 1      | 4      |
| 12     | Lituania      | 0   | 2       | 0      | 2      |
| 13     | Grecia        | 0   | 1       | 1      | 2      |
| 13     | Polonia       | 0   | 1       | 1      | 2      |
| 13     | Spagna        | 0   | 1       | 1      | 2      |
| 16     | Norvegia      | 0   | 1       | 0      | 1      |
| 16     | Romania       | 0   | 1       | 0      | 1      |
| 18     | Belgio        | 0   | 0       | 1      | 1      |
| 18     | Finlandia     | 0   | 0       | 1      | 1      |
| 18     | Irlanda       | 0   | 0       | 1      | 1      |
| 18     | Slovenia      | 0   | 0       | 1      | 1      |
| Totale | Totale        | 43  | 43      | 43     | 129    |